# Wolves of Kultur
Wolves of Kultur er en amerikansk stumfilm fra 1918 af Joseph A. Golden.

## Medvirkende
- Leah Baird - Alice Grayson
- Charles Hutchison - Bob Moore
- Sheldon Lewis
- Betty Howe - Helen Moore
- Mary Hull as Marie Zaremba
- Edmund D'Alby - Mario Zaremba
- Austin Webb - Henry Hartman
- William Cavanaugh
- Fredrick Arthur
- Karl Dane
- Edwin Denison